# Сан Лацаро ди Савена (Козенца)
Сан Лацаро ди Савена је насеље у Италији у округу Козенца, региону Калабрија.
Према процени из 2011. у насељу је живело 23 становника. Насеље се налази на надморској висини од 323 м.